# 黑匣子乐队
黑匣子乐队是一支英国独立摇滚乐队。他们于 1998 年通过《England Made Me》首次亮相，随后推出了《The Facts of Life》 ，随后在 2000 年 4 月因为同名单曲获得了他们的首个热门单曲。他们的第三张专辑《Passionoia》于2003年发行。还有一张合辑《The Worst of Black Box Recorder》 ，其收录了B 面、翻唱版本和混音版本。